# Sloan Digital Sky Survey
SSDS, eller The Sloan Digital Sky Survey, är ett kartläggningsprojekt av rödförskjutning som nyttjar det optiska teleskopet vid Apache Point-observatoriet vid Sunspot i New Mexico, USA. Projektet har uppkallats efter Alfred P. Sloan Foundation som stått för en väsentlig del av finansieringen.
Datainsamlingen inleddes 2000 och täckte i januari 2011 35 procent av stjärnhimlen med fotometriska observationer av drygt 500 miljoner objekt och spektroskopiska data för mer än 3 miljoner objekt.

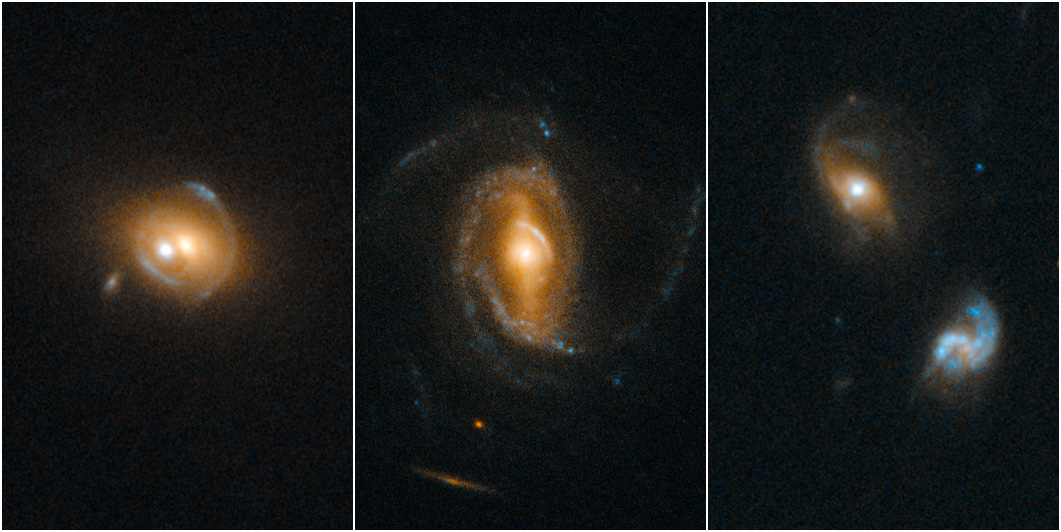
Kvasarer som fungerar som gravitationslinser. Astronomer nyttjade 23 000 spektra från kvasarer undersökta av SDSS för att hitta dessa gravitationslinser.

## Resultat
Genomsnittsgalaxen i den insamlade datan har en genomsnittlig rödförskjutning av z = 0,1. Bland luminiösa röda galaxer finns rödförskjutning på upp till z = 0,7 och för kvasarer så pass höga värden som z = 5. Projektet har också upptäckt några kvasarer med en rödförskjutning överstigande z = 6.